# Vakoveverkovití
Vakoveverkovití (Petauridae) jsou čeledí malých býložravých vačnatců, žijících převážně na stromech.

## Druhy
- rod Dactylopsila
  - vakoveverka velkoocasá (Dactylopsila megalura)
  - vakoveverka dlouhoprstá (Dactylopsila palpator)
  - vakoveverka fergussonská (Dactylopsila tatei)
  - vakoveverka páskovaná (Dactylopsila trivirgata)
- rod Gymnobelideus
  - vakoveverka bezblaná (Gymnobelideus leadbeateri)
- rod Petaurus
  - vakoveverka černoocasá (Petaurus abidi)
  - vakoveverka žlutobřichá (Petaurus australis)
  - vakoveverka létavá (Petaurus breviceps)
  - vakoveverka mahagonová (Petaurus gracilis)
  - vakoveverka větší (Petaurus norfolcensis)